# Chris Pine
Christopher Whitelaw Pine, född 26 augusti 1980 i Los Angeles, Kalifornien, är en amerikansk skådespelare. Han har medverkat bland annat i Just My Luck (2006) och i En prinsessas dagbok 2 – kungligt uppdrag. 2009 porträtterade han kapten James T. Kirk i filmen Star Trek; han repriserade rollen i Star Trek Into Darkness (2013) och Star Trek Beyond (2016).

## Familj
Pines morföräldrar är Anne Gwynne och Max M. Gilford. Hans föräldrar är Robert Pine och Gwynne Gilford. Hans syster är Katie Pine.